# لینا پولیتو
لینا پولیتو (ایتالیایی: Lina Polito؛ زادهٔ ۲۴ اوت ۱۹۵۴) بازیگر اهل ایتالیا است.
از فیلم‌ها یا برنامه‌های تلویزیونی که وی در آن نقش داشته‌است، می‌توان به عشق پردردسر، عشق و آشوب و بچه‌های خیابان اشاره کرد.